# Radio Mann
Radio Mann – audycja radiowa nadawana w Polskim Radiu III przez pewien czas od końca lat osiemdziesiątych. Współautorem audycji i prowadzącym był Wojciech Mann, we współpracy z Grzegorzem Wasowskim, Janem Chojnackim i Alicją Resich-Modlińską.  
Audycja nadawana była w każdą sobotę od 9:00 do 13:00. Każda godzina audycji poprzedzona była sygnałem, po którym następowała emisja piosenki dnia. Program podzielony był na „kąciki” mające swoje własne tytuły, sygnały, prowadzących i pory nadawania. Do stałych kącików należały m.in.: „Blues Jana” - prowadzony przez Jana Chojnackiego, „Z krainy mandoliny” - prowadzony przez Korneliusza Pacudę, „Typ na top" - prowadzony przez Antoniego Piekuta, „Mało znane, mało grane” - prowadzony przez Grzegorza Brzozowicza, „Long lista” - prowadzony wspólnie przez Wojciecha Manna i Antoniego Piekuta (zastępowanego w razie nieobecności przez Grzegorza Wasowskiego).  
Pierwsza audycja Radio Mann odbyła się wczesną wiosną 1988 roku. Program nadawano co tydzień, nawet w przypadku nieobecności głównego prowadzącego. Audycja prowadzona była wówczas przez jednego z „kącikowiczów”.  
W połowie lat dziewięćdziesiątych XX w. wstrzymano emisję programu, co związane było m.in. z przejściem przez Wojciecha Manna do współtworzonej przez siebie nowej, komercyjnej stacji radiowej: Radio Kolor. W porze nadawania audycji Radio Mann pojawiła się wówczas nowa, autorska audycja Marka Niedźwieckiego: Markomania.  